# Sanicula triclinaria
Sanicula triclinaria är en flockblommig växtart som beskrevs av St.-lag. Sanicula triclinaria ingår i släktet sårläkor, och familjen flockblommiga växter. Inga underarter finns listade i Catalogue of Life.